# Collins Thewe
Collins Thewe – malawijski piłkarz grający na pozycji pomocnika. W swojej karierze rozegrał 63 mecze i strzelił 5 goli w reprezentacji Malawi.

## Kariera klubowa
W swojej karierze piłkarskiej Thewe grał w klubie Red Lions FC.

## Kariera reprezentacyjna
W reprezentacji Malawi Thewe zadebiutował 22 października 1978 w zremisowanym 1:1 towarzyskim meczu z Algierią, rozegranym w Blantyre. W 1984 roku został powołany do kadry na Puchar Narodów Afryki 1984. Na tym turnieju zagrał w dwóch meczach grupowych: z Nigerią (2:2) i z Ghaną (0:1). W kadrze narodowej grał do 1995 roku. Rozegrał w niej 63 mecze i strzelił 5 goli.